# Eleccions legislatives noruegues de 2025
Les eleccions parlamentàries estan previstes a Noruega el 8 de setembre de 2025 per triar els membres del Storting per a la legislatura 2025-2029.

## Antecedents
El 21 de juny de 2017, el gabinet de Solberg va encarregar la revisió del sistema electoral a un comitè dirigit pel jutge Ørnulf Røhnebæk, que va publicar el seu informe el 27 de maig de 2020 acordant que el nombre d'escons s'hauria de mantenir en 169 conservant les 19 circumscripcions actuals, rebaixant el llindar electoral del 4% al 3% i abolint la fórmula de dos nivells de repartiment d'escons. Les reformes proposades a la llei electoral es van aplicar en 2022, sent d'aplicació a les eleccions legislatives de 2025. La reforma de les comarques i municipis va entrar en vigor l'1 de gener de 2021 i va suposar una reducció del nombre de comarques de 19 a 11.
A les eleccions legislatives noruegues de 2021 Erna Solberg concedí la victòria i es formà un govern de coalició del Partit Laborista i l'euroescèptic  Partit del Centre encapçalat pel laborista Jonas Gahr Støre.

## Sistema electoral
Des de 2018 les eleccions parlamentàries a Noruega se celebren un dilluns de setembre cada quatre anys. S'elegeixen 169 representants al Storting per representació proporcional de llistes de partit en 19 districtes electorals. El nombre de representants elegits de cada districte electoral es calcula cada vuit anys a partir de la població i la superfície del districte electoral. En eleccions parlamentàries anteriors, cada comtat havia constituït un districte electoral.

## Enquestes
Línia de tendència de regressió local dels resultats de l'enquesta des del 13 de setembre de 2021. Cada línia correspon a un partit polític.